# Chubby Cherub
Chubby Cherub (オバケのQ太郎ワンワンパニック?, Obake no Q-tarō WanWan Panic) è un videogioco a piattaforme sviluppato da TOSE e pubblicato nel 1985 da Bandai per Nintendo Entertainment System. È basato sul manga Obake no Q-tarō di Fujiko Fujio.

## Modalità di gioco
In Chubby Cherub si controlla un angioletto che deve evitare i cani per salvare i suoi amici.